# Солис, Хильда
Хильда Лусия Солис (англ. Hilda Lucia Solis) — 25-й министр труда США. Родилась в Лос-Анджелесе, Калифорния. Член Демократической партии, известна своей деятельностью по защите прав рабочих и женщин. С 2001 года была членом Палаты представителей США. С 1994 по 2000 год входила в сенат штата Калифорния. С 1992 по 1994 год была депутатом законодательной ассамблеи штата Калифорния, а с 1985 по 1992 год — членом совета поверенных колледжа Рио Хондо. За экологический активизм была удостоена почетной награды Profile in Courage библиотеки Джона Кеннеди.

## Биография
Хильда Лусия Солис (Hilda Lucia Solis) родилась 20 октября 1957 года в Лос-Анджелесе, штат Калифорния. Она была третьим ребенком в рабочей семье эмигрантов из Латинской Америки, получивших гражданство США, у которых всего было семеро детей. Её отец, Рауль Санчес Солис (Raul Sanchez Solis), мексиканец, работал на фабрике по переработке старых аккумуляторных батарей Quemetco и был функционером в профсоюзе Teamsters. Мать Хильды, Хуана Секейра (Juana Sequeira) была родом из Никарагуа, работала сборщицей на заводе игрушек компании Mattel, состояла в профсоюзе United Rubber Workers, принимала участие в родительских советах школ, где учились её дети, и была прихожанкой Римско-католической церкви. Хильда занималась воспитанием своих младших братьев и сестер, росла в латиноамериканском квартале San Gabriel Valley, расположенном недалеко от мусорного полигона, что впоследствии определило её желание активно заниматься вопросами экологии.
Солис училась в школе La Puente High School. Благодаря усилиям директора этой школы, который помог её родителям получить грант на образование дочери, Хильда первая в своей семье поступила в колледж: им стал Калифорнийский политехнический университет (California Polytechnic University).
В 1979 году Солис окончила университет со степенью бакалавра по политическим наукам. В 1981 году она получила степень магистра по государственному управлению в Южнокалифорнийском университете (University of Southern California). На последнем курсе Солис проходила практику в Белом доме, в аппарате помощника президента Джимми Картера (Jimmy Carter) по делам латиноамериканских меньшинств, а после выпуска была принята на работу аналитиком в департамент Белого дома по вопросам бюджета и управления, который покинула в связи с несогласием с политикой новой администрации Рональда Рейгана.
В 1982 году Солис вернулась в Калифорнию, в город Эль-Монте, где стала полевым представителем члена сената штата Калифорния Артура Торреса (Arthur Torres), а также начала работать директором программы штата по обеспечению доступности образования.
В 1985 году Солис была избрана в совет поверенных колледжа Рио Хондо (Rio Hondo College), причем сообщалось, что добиваясь этой должности, во время избирательной кампании она похудела на 9 килограмм. В 1989 году она была переизбрана на этом посту и занимала должность до 1992 года. Солис активно участвовала в городских комиссиях по торговле и защите прав женщин. В 1980-х годах её назвали одной из самых выдающихся молодых женщин Америки.
В 1991 году Солис была назначена в комиссию по вопросам страхования округа Лос-Анджелес штата Калифорния. В 1992 году, в 35 лет, Солис была избрана в законодательную ассамблею штата Калифорния, причем поначалу коллеги по ассамблее отказывались пускать её в лифт, предназначенный для депутатов, думая, что она из младшего обслуживающего персонала. В ассамблее Солис была активным противником табачного лобби, она настояла на принятии законопроекта, запрещавшего курение на всех рабочих местах в штате Калифорния.
В 1994 году Солис была избрана в сенат штата Калифорния от 24 избирательного округа, став первым латиноамериканцем, избранным в этот орган. В сенате штата она входила в комитеты по бюджету и фискальной политике, энергетике, здравоохранению и финансам. Пресса отмечала её либеральные взгляды: несмотря на губернаторское вето Солис добилась повышения минимального размера оплаты труда с 4,25 до 5,75 доллара в час, боролась за улучшение системы здравоохранения и защиты прав женщин, в частности, за оказание помощи жертвам домашнего насилия. Республиканцы жаловались на её настойчивость в достижении своих целей и обвиняли в том, что она лоббирует интересы профсоюзов. Солис выступала с рядом экологических инициатив, боролась против размещения новых мусорных полигонов в штате, и за личное мужество была удостоена почетной награды Profile in Courage от библиотеки Джона Кеннеди (John F. Kennedy Library), став первой женщиной-лауреатом.
В 2000 году Солис приняла участие в выборах в Палату представителей Конгресса США от 32-го избирательного округа в Калифорнии. На демократических праймериз она смогла заручиться поддержкой профсоюзов и опередить по голосам и пожертвованиям действовавшего конгрессмена Мэтью Мартинеса (Matthew Martinez), который заседал в палате от этого округа 18 лет и был известен своими консервативными взглядами: в частности, он был против поздних абортов и ужесточения контроля за распространением оружия, а также поддерживал невыгодное для местных рабочих соглашение по Североамериканской зоне свободной торговли (NAFTA). После своего поражения Мартинес перешел в Республиканскую партию США, заявив о том, что демократы его предали. Солис легко завоевала победу на выборах, прошедших в ноябре 2000 года: она набрала 79 процентов голосов, опередив трех кандидатов от небольших партий (Республиканская партия своего кандидата не выдвинула) и 3 января 2001 года заняла место в Палате представителей.
В Палате представителей США Солис стала первым латиноамериканцем в комитете по энергетике и коммерции. Она была вице-председателем подкомитета по вопросам окружающей среды и токсичным отходам, была главным представителем демократов в этом подкомитете с 2003 по 2006 год. Солис был членом подкомитета по вопросам здравоохранения и телекоммуникациям и комитета под энергонезависимости и глобальному потеплению. Она была одним из глав комитетов по законодательной политике Демократической партии в Палате представителей. Она была председателем специальной комиссий по вопросам здравоохранения и охраны окружающей среды латиноамериканских демократических кокусов (фракционного объединения членов Палаты представителей латиноамериканского происхождения) и заместителем председателя кокусов Палаты представителей по правам женщин.
Солис выступала за ужесточение контроля над распространением оружия и видела в этом эффективную меру для сокращения уровня преступности. Также она продолжала работать над улучшением защиты прав женщин и материального положения рабочих, была сторонницей усиления профсоюзов и увеличения рабочих мест в сфере экологически чистых технологий. Солис была автором законопроекта о реформе системы здравоохранения, предлагавшего избавиться от неравенства в предоставлении здравоохранительных услуг. Также она была сторонницей либерализации законов об иммиграции и улучшения защиты прав рабочих-иммигрантов и выступала против сокращения площадей национальных парков и заказников, лоббировавшегося нефтегазовыми и деревообрабатывающими компаниями
В 2002, 2004 и 2006 годах Солис с подавляющим преимуществом переизбиралась в Конгресс, причем в двух последних случаях у неё был единственный противник — представитель Либертарианской партии.
В ходе президентских выборов в США в 2008 году Солис была активной сторонницей Хиллари Клинтон, однако после поражения на праймериз та сняла свою кандидатуру. После того, как в ноябре 2009 года новым президентом США был избран демократ Барак Обама, Солис была названа кандидатом на пост нового министра труда США. Эксперты отмечали, что несмотря на то, что Обама в предвыборных выступлениях обещал улучшения положения трудящихся, выбранные им члены кабинета министров по торговым и финансовым вопросам скорее будут отстаивать интересы крупных корпораций, а не рабочих.
Слушания по кандидатуре Солис в Сенате США были намечены на 5 февраля 2009 года, однако их отложили после того, как выяснилось, что муж Солис с 1993 года уклонялся от уплаты налогов. Пресса отмечала, что из-за подобных претензий Том Дэшл отказался от поста министра здравоохранения, сняв свою кандидатуру. Тем не менее, 11 февраля 2009 года кандидатуру Солис поддержала профильная комиссия Сената, а 25 февраля Сенат официально утвердил её на посту министра труда США.
Солис замужем за бизнесменом, владельцем автомобильного магазина Сэмом Сайядом (Sam Sayyad). Они поженились в июне 1982 года, детей у них нет. Единственным увлечением Солис, помимо политики, пресса называла танец сальса.